# Jonathan Schaeffer

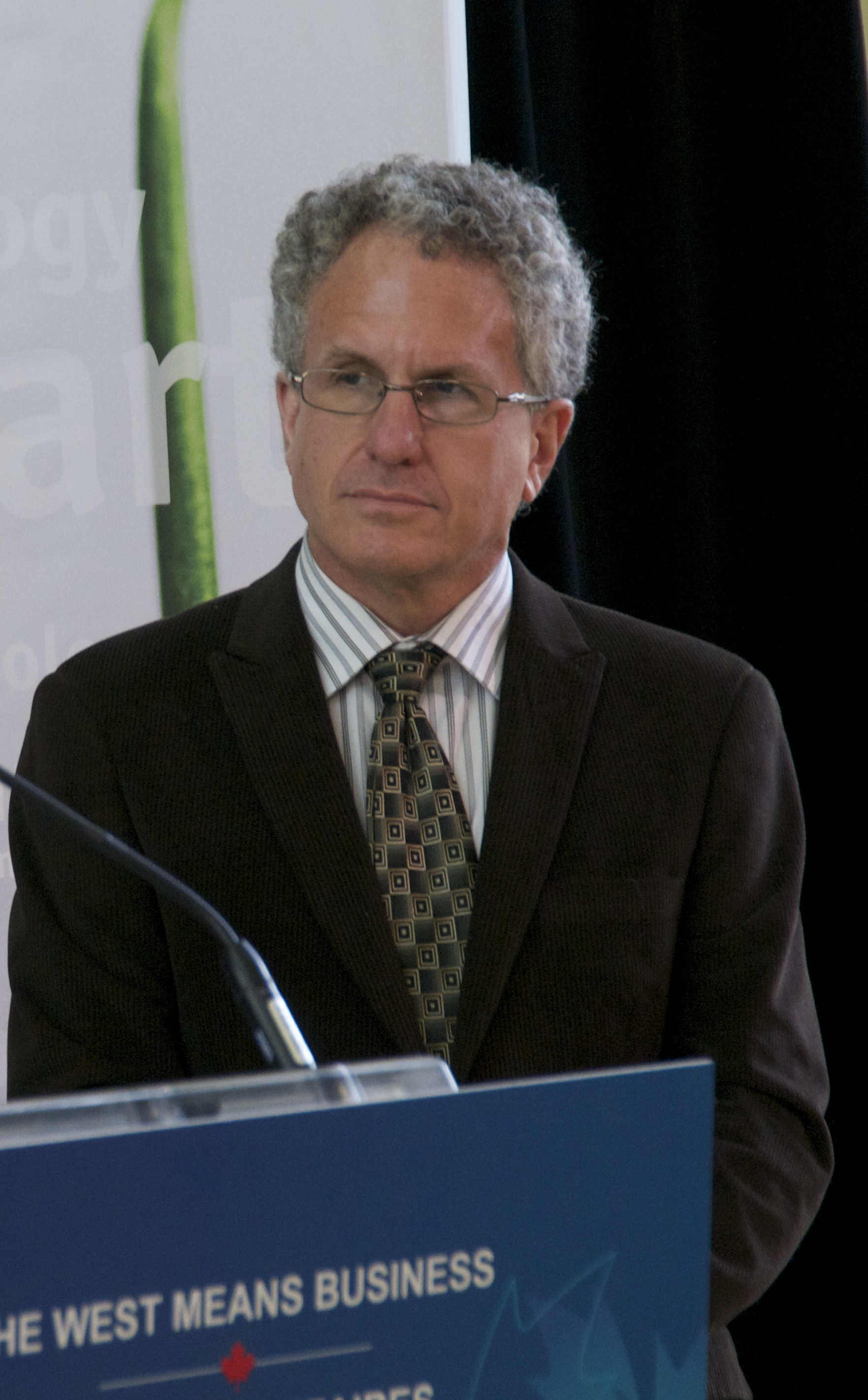
Jonathan Schaeffer

Jonathan Schaeffer (* 1957 in Toronto, Ontario) ist Professor für Informatik an der University of Alberta in Kanada. Er ist eine weltweit anerkannte Autorität für Künstliche-Intelligenz-Algorithmen für Schach, Dame, Poker und andere Computerspiele. 2007 wurde er zum Mitglied der Royal Society of Canada ernannt.
Schaeffer ist Hauptautor des Computerprogramms Chinook, das seit den 1990er-Jahren das weltstärkste Dame-Programm ist. Im April 2007 konnten
Schaeffer und seine Mitarbeiter das Dame-Spiel mit Computerhilfe vollständig (von Spielbeginn an; nicht von beliebigen Spielständen aus) lösen und den Beweis erbringen, dass Dame bei fehlerfreiem Spiel von beiden Spielern unentschieden endet.
Neben zahlreichen wissenschaftlichen Veröffentlichungen ist Schaeffer Autor des Buchs One Jump Ahead (Einen Sprung voraus), in dem er sein Bemühen in den 1990er-Jahren beschreibt, ein Computerprogramm zu entwickeln, das Marion Tinsley besiegen sollte. Tinsley war der weltstärkste Dame-Spieler und hatte den Ruf unbesiegbar zu sein.

## Ämter
Seit Januar 2019 ist er, als Nachfolger von David Levy, Präsident der International Computer Games Association.

## Werke
- Jonathan Schaeffer: One Jump Ahead: Challenging Human Supremacy in Checkers. Springer, Berlin 1998, ISBN 978-0387949307 (englisch)
- Karsten Müller, Jonathan Schaeffer: Man vs. Machine: Challenging Human Supremacy at Chess. Russell Enterprises, 2018, ISBN 978-1941270967 (englisch)